# ツバメインダストリ
ツバメインダストリ株式会社（英：Tsubame Industries Co., Ltd.）は東京都江戸川区西葛西に本社を置く、搭乗型ロボットの企画、設計、製造を行う企業である。代表の吉田龍央は、株式会社ALTsの代表も兼任している。
CTOには、日立建機の双腕作業機アスタコの開発者の一人であり、実物大「動くガンダム」プロジェクト(GGC：Gundam Global Challenge)のテクニカルディレクターである石井啓範が就任している。

## 概要
「サイエンスフィクションの世界を、サイエンスリアリティへ」という企業理念の下、「SFに出てくるような大型ロボットを実際に乗り込んで操縦する」という多くの人が憧れた体験を世界に提供すべく、2021年8月に設立された。

## 社会的意義
子どもたちがモノづくりの世界に触れるきっかけを提供し、将来の技術者たちにその技術を伝えることを目指している。日本の製造業が長年培ってきた「モノ作り」の豊かな知識と経験から育まれた確固たる技術を駆使して子どもたちの夢を実現し、製品としての搭乗型ロボットを追求し続けることを社会的意義としている。

## 社名の由来
社名の由来には、大きく2つの意味がある。1つは、渡り鳥である「ツバメ」に「日本から世界へ羽ばたいていく」という思いを込めて付けたもの。また、ツバメの異名、玄鳥（げんちょう）の玄の字は、玄人のように奥深く優れているという意味があるため、プロフェッショナリズムを持つことを表す。会社ロゴは「玄」の字を基にして作られた。

## アーカックス開発の目的
会社設立のきっかけにもなっているアーカックスを制作した目的は「搭乗型の動くロボットで人々をワクワクさせたい。」というもの。実用性ではなく感動やロマンを追い求めて造られたアーカックスは、日本国内で活発な産業である「ロボティクス」「アニメーション/ゲーム」「自動車」の分野の要素を詰め込んだ「日本の搭乗型ロボット」として、SFに出てくるような大型ロボットに実際に乗り込んで操縦するという多くの人が憧れた夢の体験を現実にすることを目標として開発された。

## 沿革
- 2019年
  - 代表の吉田龍央と2名のデザイナーにより、コンセプトデザインの検討を開始。
- 2021年
  - 8月27日　出資を得て、本格的な開発を開始すべくSNSでメンバーを募った[2]ところ様々な分野のエンジニアが集まり、ツバメインダストリ株式会社を設立。搭乗型ロボット「アーカックス」の開発に着手。
- 2022年
  - 秋　アーカックスの組立てを開始
- 2023年
  - 6月9日　搭乗型ロボット「アーカックス」の完成を発表。[3]
  - 9月27日　河森正治監督特装型アーカックス製品化プロジェクト始動。[4]
  - 10月26日　「JAPAN MOBILITY SHOW 2023」に出展。アーカックス初の一般公開を行った。[5][6]
  - 11月1日　株式会社アンテックス、オリエンタルモーター株式会社、ナブテスコ株式会社、株式会社ミスミとスポンサー契約の締結を発表。[7][8][9][10][11][12][13][14]
  - 12月16日　「GUNDAM FACTORY YOKOHAMA」にてアーカックスの実機展示とデモを行う。[15][16]

## 製品

### アーカックス

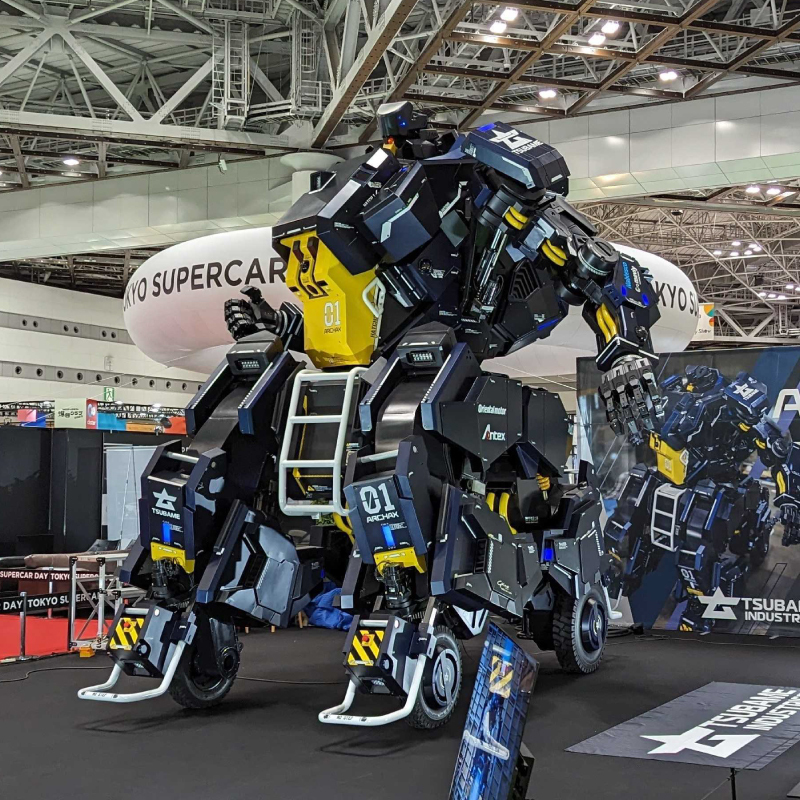
JAPAN MOBILITY SHOW 2023にて展示されたArchax

(英：Archax). 全高4.5m、質量3.5tの搭乗型ロボット。ロボットモードとビークルモードの2つのモードに変形できる。内部フレームに外装が取り付けられているという構造になっており、外装の着脱や換装が可能となっている。また、全てのアクチュエータは電動で、EV用バッテリーを搭載している。コンセプトは「人が操縦できて、ちゃんと動いて、カッコいい」であり、「機械設計のためにデザインを妥協しない」こと、反対に「デザインのために機械の性能を落とさない」ことを追求した開発が行われている。

#### ロボットモード
肩、肘、手首、手指、腰といった全ての可動部が操作可能になる形態。上半身の操作には操作席左右に設けたジョイスティックを用いる。足元のペダルを用いることで車輪の駆動も可能。
全高：4.5m、最高時速：2km/h、関節自由度：26

#### ビークルモード
腕を折りたたみ前足を約60°前に伸ばすことで走行に特化した形態。この状態では上半身の関節駆動は行えないが、最高速度が10km/hに上がる他、ジョイスティックでの移動が可能になる(ロボットモード時はペダル操作)。なお、モード間の変形中にはコックピット内が約17°傾くため、シートが水平を保つように自動的にリクライニングする。
全高：3.9m、最高時速：10km/h

#### パイロットの視界
コックピット内部には4面のディスプレイがあり、アーカックスの前面、背面、左右側方映像が映し出される。アーカックスには全部で9台のカメラが搭載されており、ディスプレイに表示される映像が機体姿勢やモードに応じた最適な視界となるように自動的に切り替わる。

#### 外装
外装は青・紺・黒を基調としたカラーリングでFRP(強化繊維プラスチック)製。ハンドなど一部の外装は3Dプリンタによる印刷品。

#### 安全面
アーカックスの安全対策としては国際規格(ISO/IEC Guide51・ISO 12100)に沿ったリスクアセスメントを実施している。リスクアセスメントの妥当性を担保するため、既存機械（建設機械と産業用ロボット）の安全規格を参照している。

#### 移動方式
後輪駆動の自動車同様、後輪を駆動輪、前輪を操舵用の非駆動輪とする四輪走行を行う。